# Кроликовски, Вернер
Ве́рнер Кролико́вски (нем. Werner Krolikowski; род. 12 марта 1928, Олесница, Силезия) — немецкий государственный деятель в ГДР, член Политбюро Центрального комитета СЕПГ, один из двух первых заместителей Совета министров ГДР в 1976—1989 годах.
Вступил в СЕПГ в 1946 году. До 1950 года был членом городской администрации Мальхина. В 1951—1952 годах работал в земельном руководстве Мекленбурга. В 1952 году занимал должность первого секретаря окружного комитета СЕПГ в Рибниц-Дамгартене, в декабре 1952 года за нарушение партийной дисциплины был освобождён от должности.
В 1953—1958 годах работал на должности второго, а затем первого секретаря окружного комитета СЕПГ Грейфсвальда. В 1958—1960 годах — секретарь по агитации и пропаганде окружного комитета СЕПГ Ростока, затем до 1973 года — первый секретарь окружного комитета СЕПГ Дрездена.
С 1963 года — член ЦК СЕПГ, с 1970 года — депутат Народной палаты ГДР, в 1973—1976 годах — секретарь ЦК, в 1976—1989 годах— первый заместитель председателя Совета министров ГДР. В 1988 году назначен секретарём ЦК СЕПГ по сельскому хозяйству. В 1989 году подал в отставку и 3 декабря 1989 года был исключён из рядов СЕПГ. Впоследствии привлекался к суду по обвинению в растрате, но избежал наказания «по состоянию здоровья».
В 1964, 1970 и 1980 годах награждался орденом Заслуг перед Отечеством, в 1970 году — военным орденом «За заслуги перед народом и Отечеством», в 1978 году — орденом Карла Маркса, 11 марта 1988 года — советским орденом Дружбы народов.